# Массовое убийство в Йокела
Массовое убийство в Йо́кела — массовое убийство произошедшее 7 ноября 2007 года в школе финского городка Йокела (муниципальный округ Туусула), нападение совершил ученик школы Пекка-Эрик Аувинен, после нападения он покончил с собой выстрелив себе в голову.

## Ход событий
В день инцидента 18-летний Пекка-Эрик Аувинен не пошёл в школу на первый урок, а вместо этого зашёл в интернет в 8:37. В 9:33 он загрузил на «YouTube» видео, где была фотография школы, снятая со стороны пруда, а после этого шли фотографии на красном фоне, где Эрик стоял, наставив пистолет в камеру. Этот видеоклип сопровождала индустриальная рок-музыка («KMFDM» — «Stray Bullet»). После 11 часов он отредактировал текстовые, звуковые, видеофайлы и отправил их одним сообщением в интернет-сообщество, посвящённое школьным массовым убийствам, сказав, что «этот день войдёт в историю».
Преступник выключил компьютер в 11:28. Вскоре после этого сел на велосипед и направился в школу, находящуюся в 1,7 километрах от его дома. Примерно в 11:37 он подъехал к ближайшему по отношению к пруду углу школы, оставил свой велосипед и вошёл в подвал через дверь ниже школьной столовой. В этот момент в школе была перемена, и все ученики были на обеденном перерыве.
Эрик встретил одного из учеников школы, 16-летнего Вилле Хейноннена (первая жертва), в коридоре и выстрелил в него примерно в 11:42, затем прошёл дальше по коридору к туалетам на первом этаже. Несколько учеников заметили, что парень лежит на полу и подумали, что он поскользнулся и ударился головой. Также несколько из этих учеников слышали звуки, похожие на выстрелы. В то время как несколько учеников звонили в экстренную службу спасения (первый звонок был принят в 11:43), преступник остановился в дверном проёме туалета и выстрелил в ученицу, которой оказалась 25-летняя Ханна Катариина Лааксонен Киннунен (вторая жертва), и после этого сразу же в 17-летнего Микко Хилтуненна (третья жертва). Один из учеников узнал стрелка. В это время медсестра уже бежала на первый этаж и старалась помочь тем, кто был ранен, она кричала, чтобы другие покидали здание и затем звонили в экстренную службу спасения. Преступник в это время выстрелил в 18-летнего Ари Юханни Палсаненна (четвёртая жертва) и, выйдя из дверного проёма туалета, побежал за школьной медсестрой, 43-летней Сирко Аннели Караккой. Та попыталась убежать по коридору, но Эрик трижды выстрелил в неё (пятая жертва), а затем в 17-летнего ученика Микко Пулкуненна (шестая жертва) в этом же коридоре. Это произошло в 11:46. Шесть человек были убиты в течение первых четырёх минут.
Завуч была в преподавательской комнате, когда туда прибежала ученица и сказала ей, что в здании мужчина с пистолетом. Завуч прибежала в кабинет к директору и сказала ей, что кто-то стреляет в школе. В 11:47 директор сообщил через систему звукового и речевого оповещения, чтобы каждый оставался в своей классной комнате и не покидал её. После этого преступник выстрелил несколько раз в коридоре вслед убегающим от него ученикам, крича «Я убью вас всех!», но не попал ни в кого. После на первом этаже было найдено 53 патронные гильзы. Однако он почему-то не убил мать ученика, которая вошла в здание, а попытался войти в один из классов на первом этаже и после неудачной попытки выстрелил три раза через дверь, ранив ученика в ногу.
Преступник поднялся на второй этаж здания. На этом этаже два ученика сидели в коридоре на скамейке, явно до этого не слыша звуков стрельбы. Одному из них удалось убежать от Эрика, а другой, 17-летний Самели Нурми, был смертельно ранен. Три патронные гильзы были найдены в коридоре. Преступник вылил огнеопасную жидкость из пластиковой бутылки на стену в коридоре и безуспешно пытался поджечь её спичками. Затем, примерно в 11:54, он спустился в коридор перед школьной столовой на первом этаже и попытался войти в неё. Двери в столовую были задвижными и стеклянными. К этому моменту они уже были закрыты и заперты. Преступник требовал, чтобы двери открыли, и затем выстрелил не менее пяти раз через стеклянные двери, попав в несколько кресел за ними. Людям в столовой удалось укрыться в служебных помещениях за кухней, находившихся в другом конце помещения.
Приблизительно в это же время директор вместе с завучем по воспитательной работе вышли через дверь на первом этаже из старого здания школы на улицу и оказались на стороне, близкой к пруду. Директор остановилась между школьным зданием и прудом поговорить по телефону. Завуч по воспитательной работе побежал на автомобильную парковку, которая находилась за спортивным залом, где находилась машина скорой помощи. Именно тогда, в 11:57, преступник вышел, ругаясь, через выход ниже столовой и заметил завуча, который бежал по полю к парковке. Однако преступник не стал преследовать его и стрелять вслед. Эрик обогнул здание и направился вдоль пруда к месту, где в это время находилась директор школы 61-летняя Хелен Калми. Преступник выстрелил в неё семь раз, убив на месте.
Преступник вошёл через дверь в месте, где был убит директор, и поднялся на второй этаж, где он попытался открыть двери преподавательской комнаты, крича: «Выходите все, я убью вас!». В конце коридора был класс общеобразовательной школы, в который преступник вошёл через открытую дверь. Он навёл свой пистолет на учеников, сказав им, что здесь происходит революция и чтобы они начали ломать вещи. Преступник выстрелил два раза, первый раз в телевизор, второй раз в окно, но не пытался стрелять в учеников, после чего покинул класс.
Около 12:02 Эрик пошёл по коридору второго этажа перед преподавательской комнатой. В этот момент первые полицейские и машина скорой помощи уже были на месте происшествия около внутреннего двора школы. Преступник попытался выстрелить через окно под наклоном в направлении внутреннего двора, но из-за небольшого калибра пуля застряла в двойном оконном стекле.
Почти сразу после этого в 12:04 Эрик занял позицию для стрельбы около главного входа в школу, где выстрелил два раза в полицейского, приближающегося к нему, но промахнулся. Затем преступник поднялся на несколько этажей вверх и около 12:05 вошёл в мужской туалет за столовой, где около 12:24 нанес себе огнестрельное ранение головы.
В 12:28 первая группа спецназа зашла в здание школы, а в 12:30 была закончена эвакуация всех остававшихся в здании школы учеников и преподавателей. Поскольку звуков выстрелов уже не было слышно, спецназовцы передвигались по школе крайне медленно, обыскивая каждое помещение. Около 13:53 предполагаемый нападавший был найден в бессознательном состоянии, лежащим с огнестрельной раной головы на полу в мужском туалете на третьем этаже. Он был экстренно доставлен в больницу, но умер, не приходя в сознание, около 22:15.

## Погибшие
Жертвами Аувинена стали 8 человек: шесть учеников (5 юношей и одна девушка), школьная медсестра и директор школы. Сам Аувинен попытался покончить жизнь самоубийством и нанёс себе огнестрельную рану головы. Не приходя в сознание, он скончался в больнице, в тот же день, в 22:15 по местному времени.

## Расследование
Учитывая использованные патронные гильзы, Аувинен выстрелил 75 раз на территории школы. В общей сложности было найдено 328 неиспользованных патронов. 250 в плечевой сумке, которую он носил с собой, 59 в пакетах (лежали в карманах), 13 на полу в школе (вероятно, оброненных во время стрельбы), три в пистолете и один дома.
Накануне нападения Аувинен разместил на YouTube видео под названием «Jokela High School Massacre — 11/7/2007» («Бойня в школе Йокела — 7 ноября 2007»). У преступника было 2 аккаунта на YouTube "NaturalSelector89", и "Stormgeist89".

## Последствия
9 ноября полиция Финляндии арестовала 16-летнего ученика за угрозу повторить Йокела в школе Манника.
11 ноября 2007 года полиция Филадельфии арестовала 14-летнего Дилана Косси за планирование массового убийства в своей школе. Как позже выяснилось, он также общался с Эриком по интернету.